# Sveti Peter v Lesu
Sveti Peter v Lesu (nemško St. Peter in Holz) je naselje v občini Lendorf v Okraju Špital ob Dravi na Koroškem v Avstriji.
Vas je najbolj znana kot arheološka lokacija noriškega mesta Teurnia. V vasi stoji župnijska cerkev sv. Petra.